# Maria Ferdinanda van Saksen

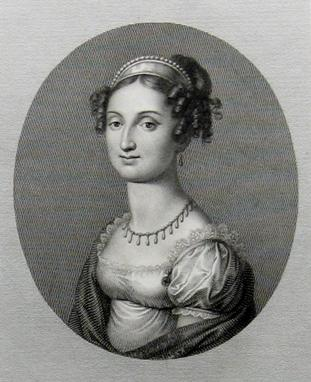

Maria Ferdinanda van Saksen (Dresden, 27 april 1796 - Kasteel Brandeis, Bohemen, 3 januari 1865) was een prinses van Saksen
Zij was een dochter van prins Maximiliaan van Saksen en Carolina van Parma en zuster van de Saksische koningen Frederik August II van Saksen en Johan. Zij trouwde in 1821 met de bijna dertig jaar oudere Ferdinand III van Toscane. Hem had ze leren kennen tijdens het huwelijk van haar zuster Maria Anna met Ferdinands zoon Leopold. 
Het paar bleef kinderloos.
Marie was een dame in de Maria-Louisa-orde van Spanje.